# Micetofagídeos
Micetofagídeos (Mycetophagidae) é uma família de besouros, na grande subordem Polyphaga. As diferentes espécies medem entre 1,0 e 6,5 milímetros de comprimento. Larvas e adultos vivem sobre a madeira em decomposição, em fungos e sob o súber de determinadas árvores. Muitas espécies se alimentam de fungos, razão pela qual a família recebeu este nome. Em todo o planeta existem cerca de 18 gêneros e 200 espécies.

## Taxonomia
- Ordem Coleoptera
  - Subordem Polyphaga
    - Infraordem Cucujiformia
      - Superfamília Tenebrionoidea
        - Família Mycetophagidae
          - Subfamília Bergininae
          - Subfamília Esarcinae
          - Subfamília Mycetophaginae